# Dipartimento delle Informazioni per la Sicurezza
Le Dipartimento delle Informazioni per la Sicurezza (DIS, « Département de l'information pour la sécurité ») est un département de la présidence du Conseil des ministres de l'Italie, institué en 2007 dans le cadre de la réforme des services de sécurité italiens. Le département fait partie du Sistema di informazione per la sicurezza della Repubblica (système d'information pour la sécurité). Il est actuellement dirigé par Elisabetta Belloni.
Le département est divisé en plusieurs domaines fonctionnels. L'Office central de sécurité (Ufficio Centrale per la Sicurezza) s'occupe spécifiquement de la protection administrative des secrets d'État, dont l'octroi ou le retrait de l'habilitation de sécurité aux individus et aux organisations, l'Office des archives centrales (Ufficio Centrale degli Archivi) coordonne et gère les données  des services secrets italiens, et l'École de formation (Scuola di Formazione), responsable de la formation du personnel gouvernemental et civil.

## Histoire
DIS a été créé par la loi n. 124 du 3 août 2007, publié sur la Gazzetta Ufficiale n. 187 du 13 août 2007, relative à la réforme des services secrets italiens.
Depuis cette période, le CESIS (dont les fonctions avaient été absorbées par le DIS), le SISMI et le SISDE ont été remplacés par le DIS, l'AISE et l'AISI.

## Tâches et fonctions
Le DIS supervise les activités de l'AISE et de l'AISI sur l'application correcte des dispositions émises par le président du Conseil des ministres italien ou une autorité déléguée, ainsi que dans le domaine de la tutelle administrative des informations classifiées ; il gère les activités de promotion et de diffusion de la culture de la sécurité et de la communication institutionnelle et  s'occupe de la gestion unitaire du personnel dans les différentes structures.
Le DIS exécute différentes tâches : il coordonne l'activité d'information pour la sécurité, en vérifiant également les résultats collectés des activités de l' AISE et de l' AISI . Il est constamment informé des opérations compétentes des services de renseignements pour la sécurité et transmet les informations et rapports de ces services, forces armées et de police, administrations de l'Etat, organismes de recherche publics et privés au Président du Conseil.
Le Département promeut et assure l'échange d'informations entre l'AISE, l'AISI et les forces de police ; il communique au Premier ministre l'acquis des échanges  et les résultats des réunions périodiques. Ces informations sont transmises, sous la disposition du premier ministre et après consultation du Comitato interministeriale per la sicurezza della Repubblica (CISR, 'Comité interministériel pour la sécurité de la République'), aux administrations publiques ou entités intéressées à l'acquisition d'informations de sécurité . Il élabore, avec l'AISE et l'AISI, le plan d'acquisition des moyens humains et matériels et de tout autre moyen utile aux activités de renseignement, à soumettre à l'approbation du Premier ministre.
Tout en laissant intactes les compétences exclusives de l'AISE et de l'AISI en matière d'élaboration des plans de recherche opératoire, le DIS élabore des analyses stratégiques ou liées à des situations particulières, formule des estimations et des prévisions basées sur les apports analytiques sectoriels de l'AISE et de l'AISI. En outre, le DIS élabore, également en fonction d'informations et de rapports d'autres agences ou entités, des analyses globales à soumettre au CISR, ainsi que des projets de recherche informative sur décision du Premier ministre, après consultation du CISR.

## Structure
Le département a des fonctions générales par rapport aux deux agences opérationnelles et il fonctionne à travers les bureaux suivants :
- Ufficio centrale per la segretezza (UCSe, Office central du secret) :  il s'occupe spécifiquement de la tutelle administrative du secret d'État et des classifications de sécurité, libérant ou annulant le permis de sécurité [3] qui permet aux personnes d'accéder à des informations avec une classification supérieure que confidentiel [4].
- Ufficio centrale degli archivi (UCA, Office central des archives) :  il coordonne, discipline et contrôle la gestion des données détenues par les services secrets italiens
- Ufficio centrale ispettivo (UCI, Bureau central d'inspection) : il contrôle AISE et AISI par le biais d'inspecteurs, vérifiant la conformité des activités d'information pour la sécurité aux lois et règlements, ainsi qu'aux directives et dispositions du Premier ministre[5]. L'UCI fait également des enquêtes internes sur les membres ou anciens membres des organismes informateurs à la demande du COPASIR . Sous autorisation du Premier ministre ou de l'Autorité déléguée, les inspecteurs mènent des enquêtes internes sur des épisodes ou des comportements spécifiques survenus au sein de l'AISE ou de l'AISI [5]
- Scuola di formazione (École de formation) : elle s'occupe de la formation des opérateurs de DIS, AISE et AISI[6]. Créé avec la loi 124/2007[7], il dispose d'enseignants civils et opère sur la promotion et la diffusion de la culture de la sécurité, en commençant des collaborations avec des instituts similaires de l'administration publique, des universités, des centres d'études, think net e think tank à la fois en Italie et dans d'autres pays.

## Organisation
Le DIS dépend directement du président du Conseil, le premier ministre délègue sa fonction à un chef du gouvernement, connu sous le nom d' Autorità delegata per la sicurezza della Repubblica (Autorité déléguée à la sécurité de la République). Les organes sont établis par la loi n. 124 du 3 août 2007. Le règlement de fonctionnement a été publié avec le décret du président du Conseil des ministres (DPCM) n. 2 du 26 octobre 2012, tandis que celle relative au statut juridique et économique a été publiée avec DPCM n. 1 du 23 mars 2011.
Le Premier Ministre et l'Autorité Déléguée, si elle est établie, utilisent le DIS en fonction de leurs compétences, dans le but d'assurer la pleine unité dans la planification de la recherche informative du Système d'Information pour la sécurité, ainsi que dans l'analyse et les activités opérationnelles. des services de renseignement.

### Directeur général
La direction générale du DIS est confiée à un directeur de premier niveau o assimilé appartenant à l'administration de l'Etat, dont la nomination et la révocation sont de la compétence exclusive du Président du Conseil des Ministres, après avis du CISR.
La mission a une durée maximale de quatre ans et elle est renouvelable une seule fois. Conformément à la loi, le directeur du DIS est le référent direct du Premier ministre et de l'autorité déléguée, si elle est instituée. Le directeur est hiérarchiquement et fonctionnellement supérieur au personnel du DIS et aux bureaux établis au sein du même département. Le Premier ministre, après avis du directeur général du DIS, nomme un ou plusieurs directeurs adjoints ; le directeur général confie les autres tâches dans le domaine du département, à l'exception des tâches dont l'attribution revient au premier ministre.
Le directeur du DIS a également la fonction de secrétaire du CISR.

### Bureau d'inspection
Selon la loi 124/2007, le règlement garantit une autonomie de jugement et une indépendance complète aux inspecteurs dans l'exercice de leurs fonctions de contrôle, et sauf autorisation spécifique du Premier ministre ou de l'autorité déléguée, si elle est établie, l'inspection ne doit pas interférer avec les opérations en cours. Les inspecteurs sont sélectionnés selon des tests de sélection spécifiques et une formation appropriée. En outre, le transfert de personnel du bureau d'inspection vers les services de renseignement n'est pas autorisé. Les inspecteurs, après avoir obtenu une autorisation du Premier ministre ou de l'Autorité déléguée, peuvent accéder à tous les actes recueillis par le Système de renseignement pour la sécurité et le DIS, et  peuvent acquérir par l'intermédiaire du directeur général du DIS d'autres informations auprès d'entités publiques et privées.
Le bureau d'inspection peut effectuer, avec l'autorisation du Premier ministre et également à la demande du directeur général du DIS, des enquêtes internes sur des épisodes et des comportements spécifiques survenus au sein du système de renseignement pour la sécurité.

## Directeurs généraux
- Général Giuseppe Cucchi (28 août 2007 - 15 juin 2008)
- Préfet Gianni De Gennaro (15 juin 2008 - 11 mai 2012)
- Ambassadeur Giampiero Massolo (11 mai 2012 – 29 avril 2016)
- Préfet Alessandro Pansa (29 avril 2016 - 21 novembre 2018)
- Général Gennaro Vecchione (22 novembre 2018 - 11 mai 2021)
- Ambassadeur Elisabetta Belloni (12 mai 2021 - présent)